# 蔡甸广场站
蔡甸广场站位于中华人民共和国湖北省武汉市蔡甸区，是武汉地铁4号线的地铁车站。

## 车站结构

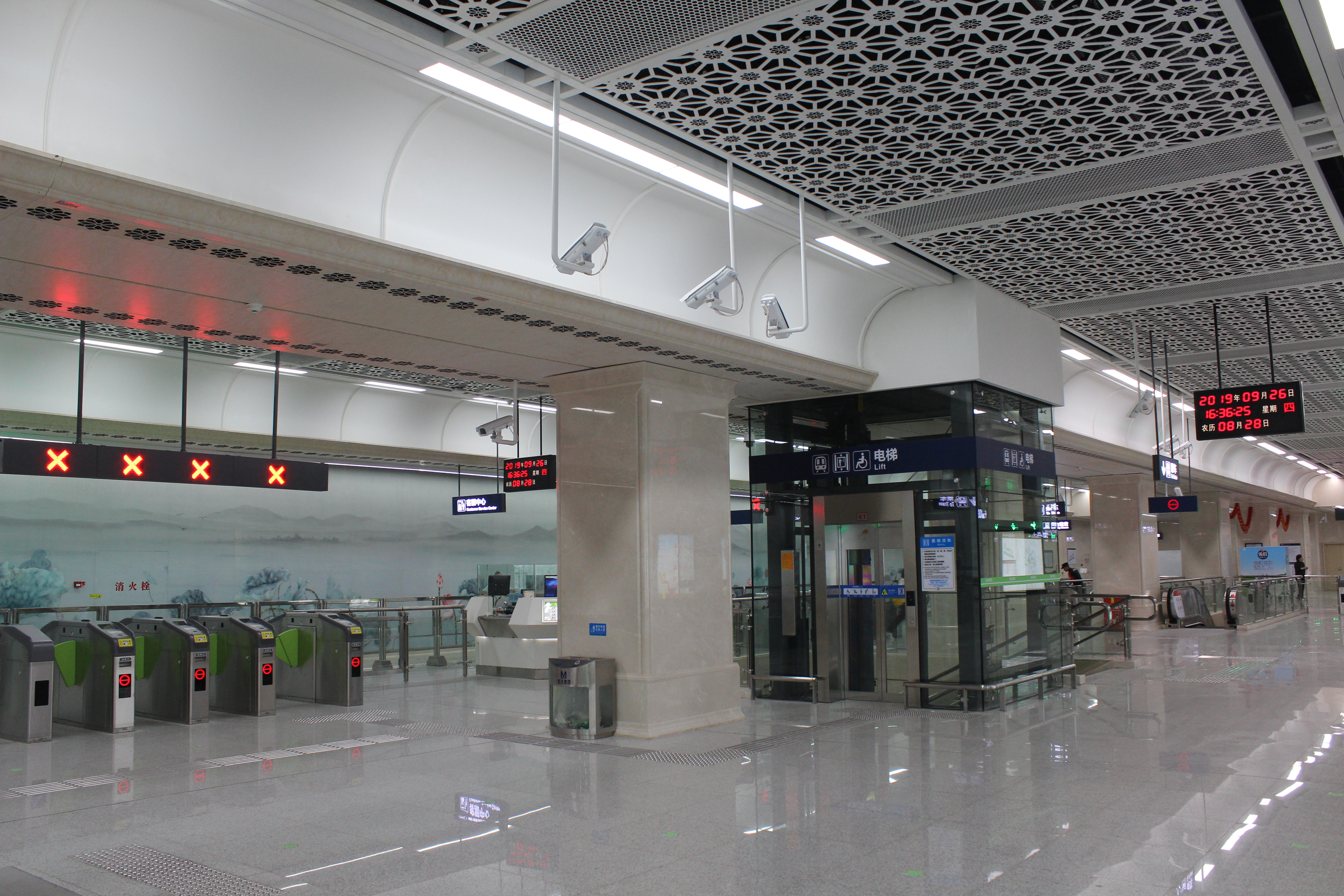
站厅

车站位于蔡甸广场正南面，沿蔡甸大道东西向布置。车站设置4个地铁出入口。车站地下一层为站厅层，地下二层为站台层。站点设计为呼应蔡甸区将建成中法生态示范城的规划，顶面设计采用模块化镂空铝板形成莲花绽放的纹理，艺术墙与柱面艺术品采用中国国画艺术表达“棹动芙蓉落，船移白鹭飞”的一派生态和谐画卷。蔡甸广场站艺术墙以“莲花映池”为主题，呼应蔡甸的“莲花水乡”美称。壁画围绕这一背景进行创作，用现代材料结合传统水墨元素，打造浪漫灵动、充满诗意的荷塘景观，让观者得以在都市钢筋的环境下，享受清新悠然的水乡景色。

### 楼层分布
| 地面     | 地面               | 出入口                               |  |  |
| 地下一层 | 站厅               | 售票机、客服中心、武漢通充值、洗手間 |  |  |
| 地下二层 |                    | █ 4号线 往柏林（临嶂大道）           |  |  |
|          | 岛式站台，左侧开门 |                                      |  |  |
|          |                    | █ 4号线 往武汉火车站（凤凰路）       |  |  |

### 车站出口
|                                                 |      |      |  |
| 出口編號                                        | 設施 | 照片 |  |
| A                                               |      |      |  |
| B                                               |      |      |  |
| C                                               |      |      |  |
| D                                               |      |      |  |
| 注： 設有升降機 \| 設有輪椅升降台 \| 設有洗手間 |      |      |  |

## 鄰近地點
蔡甸广场、武汉市蔡甸区财政局、武汉市蔡甸区市场监督管理局等。

## 运营信息
- 4号线首末班车时间

### 内部链接
- 武汉地铁车站列表